# Light Airborne Multi-Purpose System
Light Airborne Multi-Purpose System, kurz oft LAMPS bezeichnet bei der United States Navy üblicherweise zu U-Jagd-Zwecken eingesetzte Hubschrauber.
Kennzeichnendes Merkmal ist die spezielle U-Jagd-Ausrüstung aus einem geschleppten Sonar oder Magnetanomaliedetektor (MAD), Oberflächenradar, Sonarbojen und einer Bewaffnung aus leichten Torpedos oder Antischiffraketen. LAMPS-Hubschrauber operieren von mittelgroßen bis großen Kriegsschiffen wie Fregatten, Zerstörern und Kreuzern aus und sollen vor allem unterstützend bei der U-Jagd wirken bzw. gemeinsames Vorgehen mit den U-Jagdschiffen unterstützen.
Verwendete Typen sind:
- SH-2 Seasprite (LAMPS I, außer Dienst gestellt)
- SH-60 Seahawk (LAMPS III)

Die Planungen zu einer Version II wurden verworfen.